# Jonathan de León
Jonathan Horacio de León Ochoa (ur. 22 czerwca 1987 w Monterrey) – meksykański piłkarz występujący najczęściej na pozycji napastnika, obecnie zawodnik amerykańskiego Los Angeles Blues.

## Kariera klubowa
De León urodził się w mieście Monterrey i jest wychowankiem tamtejszego zespołu Tigres UANL, do którego seniorskiego składu został włączony w wieku 19 lat przez szkoleniowca Mario Carrillo. W meksykańskiej Primera División zadebiutował 28 kwietnia 2007 w zremisowanym 1:1 spotkaniu z Pumas UNAM. Przez cały swój pobyt w Tigres De León występował głównie w rezerwach klubu, z wyjątkiem sezonu 2008/2009, kiedy to za kadencji trenerów Manuela Lapuente i José Pekermana często wychodził na ligowe boiska w podstawowej jedenastce ekipy. Zwyciężył z zespołem w rozgrywkach SuperLigi 2009, występując na tym turnieju w jednym meczu.
Latem 2011, po pół roku pozostawania bez klubu, De León podpisał kontrakt z amerykańskim Los Angeles Blues, występującym na trzecim poziomie rozgrywek – USL Pro. 23 lipca tego samego roku, w swoim debiucie w zespole Blues, strzelił dwa gole w wygranej 2:1 ligowej konfrontacji z Richmond Kickers.
| Sezon     | Klub              | Kraj              | Rozgrywki        | Mecze | Bramki |
| --------- | ----------------- | ----------------- | ---------------- | ----- | ------ |
| 2006/2007 | Tigres UANL       | Meksyk            | Primera División | 1     | 0      |
| 2007/2008 | Tigres UANL       | Meksyk            | Primera División | 3     | 0      |
| 2008/2009 | Tigres UANL       | Meksyk            | Primera División | 23    | 0      |
| 2009/2010 | Tigres UANL       | Meksyk            | Primera División | 0     | 0      |
| 2010/2011 | Tigres UANL       | Meksyk            | Primera División | 0     | 0      |
| 2011      | Los Angeles Blues | Stany Zjednoczone | USL Pro          | 7     | 2      |
| 2012      | Los Angeles Blues | Stany Zjednoczone | USL Pro          |       |        |